# برو ريفرسون
برو ريفرسون واسمهُ الكامل إبينيزير هنري برو ريفرسون جونيور (بالإنجليزية: Ebenezer Henry Brew-Riverson Jnr)‏ هو ممثل غاني لعب أدوارًا متعددة الشخصيات على التلفزيون الغاني في الثمانينيات والتسعينيات. يعملُ برو ريفرسون حاليًا محاضرًا بقسمِ الفنون المسرحية بجامعة التربية والتعليم (بالإنجليزية: University of Education)‏ بمدينة وينيبا.

## قائمة أعماله
هذه قائمةٌ بأبرز أعمال برو ريفرسون جونيور:
- الحمل المسروق (بالإنجليزية: Stolen Pregnancy)‏
- من خلال فيلمٍ مظلمٍ (بالإنجليزية: Through a Film Darkly)‏
- جينيفير (بالإنجليزية: Jennifer)‏
- جسد واحد (بالإنجليزية: One Flesh)‏
- أكرا كيلنغز (بالإنجليزية: Accra Killings)‏
- الحياة والعيش فيها (بالإنجليزية: Life and Living it)‏
- رحلة مميتة (بالإنجليزية: Deadly Voyage)‏[5]
- ضابط الشرطة (بالإنجليزية: The Police Officer)‏
- سوف أوقفهم الآن (بالإنجليزية: I Will Stop Them Now)‏
- نداء منتصف الليل (بالإنجليزية: Midnight Call)‏